# Четврти лички партизански одред
Четврти лички народноослободилачки партизански (НОП) одред је био партизанска јединица у саставу Народноослободилачке војске и партизанских одреда Југославије током Другог светског рата у Југославији.

## Историјат
Формиран је 7. септембра 1942. од батаљона Божидар Аџија и Косињске (Перушичке) чете од које је убрзо образован батаљон Матија Губец. Одред је имао око 250 бораца и дејствовао у западном и северозападном делу Лике, претежно, на подручју срезова Перушић (у рејону Косиња) и Оточац. Од краја септембра под командом је Штаба 1. оперативне зоне Хрватске. У другој половини септембра и почетком октобра садејствује 1. и 2. личкој бригади у борбама против италијанских, усташких и четничких снага на подручју Косиња и Пазаришта, и под притиском непријатеља пребацује се источно од железничке пруге Врховине—Перушић у рејон Трновац, Турјански, Бабин Поток одакле дејствује на поме-
нуту пругу. Новембра 1942. ушао је у састав 1. бригаде Хрватске (1. личка). Одред је издавао лист Партизанска ријеч.